# Hoffeld (Holstein)
Hoffeld ist eine Gemeinde im Kreis Rendsburg-Eckernförde in Schleswig-Holstein.

## Geografie

### Geografische Lage
Das Gemeindegebiet von Hoffeld erstreckt sich im Westen des nordwestlichen Teilbereichs der naturräumlichen Haupteinheit Ostholsteinisches Hügel- und Seenland (Nr. 702) etwa 11 km nördlich von Neumünster.

### Gemeindegliederung
Ruhleben, Eichenhof, Hochfeld, Poggenhörn, Kirschenhof, Stanhagen, Hunnshörn, Ochsenweide, Am Kalberg, Kielsland, Ziegelhof, Nollenkamp, Das Schloss, Am Waldbach, Brüninghof, Krabbendiek, Lindenhof, Eckhof, Wehwarder, An de Straat, Asbahrenwisch, Suhrendorf und Uns Dörphuus liegen im Gemeindegebiet.

### Nachbargemeinden
Unmittelbar angrenzende Gemeindegebiete von Hoffeld sind:
|        | Sören                                       |             |
| Dätgen | Kompassrose, die auf Nachbargemeinden zeigt | Schmalstede |
|        | Schönbek, Mühbrook                          | Bordesholm  |

## Politik

### Gemeindevertretung
Bei der Kommunalwahl am 14. Mai 2023 wurden insgesamt sieben Sitze vergeben. Diese fielen erneut alle an die Kommunale Wählergemeinschaft Hoffeld. Die Wahlbeteiligung betrug 75,0 %.

### Wappen
Blasonierung: „Leicht bogenförmig gesenkt geteilt. Oben in Silber über einer blauen Lilie ein rotes Bordesholmer Bauernhaus zwischen zwei grünen Laubbäumen, unten von Grün und Gold achtmal gestürzt-fächerförmig gespalten.“

## Wirtschaft und Verkehr
Die Wirtschaft im Gemeindegebiet ist als eine Streusiedlung überwiegend durch die Urproduktion der Landwirtschaft geprägt.
Durch das Gemeindegebiet von Hoffeld führt die schleswig-holsteinische Landesstraße 49. Die Gemeinde befindet sich bei der Autobahn-Anschlussstelle Bordesholm (Nr. 11) an der Bundesautobahn 7. Die Landesstraße führt von hier aus weiter in östlicher Richtung als Querverbindung zur Bundesautobahn 21 bei Nettelsee (AS Nr. 6).

## Sehenswürdigkeiten
In der Liste der Kulturdenkmale in Hoffeld (Holstein) stehen die in der Denkmalliste des Landes Schleswig-Holstein eingetragenen Kulturdenkmale.

## Persönlichkeiten
- Hans Heinrich Brüning (1848–1928), deutscher Ethnograph und Linguist
- Rolf Winter (1927–2005), deutscher Journalist und Sachbuchautor